# Coppa del mondo di ciclocross 2005-2006
La Coppa del mondo di ciclocross 2005-2006, tredicesima edizione della competizione, si svolse tra il 23 ottobre 2005 ed il 22 gennaio 2006. Nessuna classifica ufficiale fu stilata per le categorie élite, il titolo under-23 andò a Kevin Pauwels, mentre quello juniors a Robert Gavenda.

## Uomini élite

### Risultati
| #  | Data        | Città         | Evento                         | Vincitore       |
| -- | ----------- | ------------- | ------------------------------ | --------------- |
| 1  | 23 ottobre  | Kalmthout     | Vlaamse Industrieprijs Bosduin | Sven Nys        |
| 2  | 28 ottobre  | Tábor         | Cyklokros Tábor                | Sven Nys        |
| 3  | 13 novembre | Pijnacker     | Veldrit Pijnacker              | Sven Nys        |
| 4  | 4 dicembre  | Wetzikon      | Grossen Preis von Wetzikon     | Sven Nys        |
| 5  | 8 dicembre  | Milano        | GP Mamma e Papà Guerciotti     | Sven Nys        |
| 6  | 11 dicembre | Igorre        | Ziklokross Igorre              | Bart Wellens    |
| 7  | 26 dicembre | Hofstade      | Kersttrofee                    | Sven Nys        |
| 8  | 31 dicembre | Hooglede-Gits | Cyclocross Hooglede-Gits       | Sven Nys        |
| 9  | 15 gennaio  | Liévin        | Liévin Cyclo-Cross             | Sven Nys        |
| 10 | 21 gennaio  | Hoogerheide   | Grote Prijs Adrie van der Poel | Erwin Vervecken |

## Donne élite

### Risultati
| # | Data        | Città         | Evento                         | Vincitore            |
| - | ----------- | ------------- | ------------------------------ | -------------------- |
| 1 | 23 ottobre  | Kalmthout     | Vlaamse Industrieprijs Bosduin | Daphny van den Brand |
| 2 | 13 novembre | Pijnacker     | Veldrit Pijnacker              | Daphny van den Brand |
| 3 | 8 dicembre  | Milano        | GP Mamma e Papà Guerciotti     | Daphny van den Brand |
| 4 | 26 dicembre | Hofstade      | Kersttrofee                    | Daphny van den Brand |
| 5 | 31 dicembre | Hooglede-Gits | Cyclocross Hooglede-Gits       | Daphny van den Brand |
| 6 | 15 gennaio  | Liévin        | Liévin Cyclo-Cross             | Daphny van den Brand |
| 7 | 22 gennaio  | Hoogerheide   | Grote Prijs Adrie van der Poel | Daphny van den Brand |

## Uomini Under-23

### Risultati
| # | Data        | Città         | Evento                         | Vincitore           | Leader della Cl. mondiale  |
| - | ----------- | ------------- | ------------------------------ | ------------------- | -------------------------- |
| 1 | 23 ottobre  | Kalmthout     | Vlaamse Industrieprijs Bosduin | Niels Albert        | Niels Albert               |
| 2 | 4 dicembre  | Wetzikon      | Grossen Preis von Wetzikon     | Kevin Pauwels       | Niels Albert Kevin Pauwels |
| 3 | 31 dicembre | Hooglede-Gits | Cyclocross Hooglede-Gits       | Clément Lhotellerie | Kevin Pauwels              |
| 4 | 15 gennaio  | Liévin        | Liévin Cyclo-Cross             | Kevin Pauwels       | Kevin Pauwels              |
| 5 | 22 gennaio  | Hoogerheide   | Grote Prijs Adrie van der Poel | Lars Boom           | Kevin Pauwels              |

### Classifica generale
| Pos. | Corridore             | Punti |
| ---- | --------------------- | ----- |
| 1    | Kevin Pauwels         | 236   |
| 2    | Romain Villa          | 181   |
| 3    | Dieter Vanthourenhout | 176   |
| 4    | Lukas Flückiger       | 165   |
| 5    | Marco Aurelio Fontana | 164   |

## Uomini juniors

### Risultati
| # | Data        | Città         | Evento                         | Vincitore        | Leader della Cl. mondiale |
| - | ----------- | ------------- | ------------------------------ | ---------------- | ------------------------- |
| 1 | 23 ottobre  | Kalmthout     | Vlaamse Industrieprijs Bosduin | Tom Meeusen      | Tom Meeusen               |
| 2 | 4 dicembre  | Wetzikon      | Grossen Preis von Wetzikon     | Robert Gavenda   | Robert Gavenda            |
| 3 | 31 dicembre | Hooglede-Gits | Cyclocross Hooglede-Gits       | Robert Gavenda   | Robert Gavenda            |
| 4 | 15 gennaio  | Liévin        | Liévin Cyclo-Cross             | Robert Gavenda   | Robert Gavenda            |
| 5 | 22 gennaio  | Hoogerheide   | Grote Prijs Adrie van der Poel | Yannick Martinez | Robert Gavenda            |

### Classifica generale
| Pos. | Corridore          | Punti |
| ---- | ------------------ | ----- |
| 1    | Robert Gavenda     | 260   |
| 2    | Tom Meeusen        | 211   |
| 3    | Boy van Poppel     | 176   |
| 4    | Cristian Cominelli | 163   |
| 5    | Aurélien Duval     | 156   |